# Demeter János (politikus)
Demeter János (Barót, 1961. január 18.) magyar állatorvos, romániai magyar politikus. Barót város volt polgármestere, 2000–2008 között a Kovászna Megyei Önkormányzat elnöke, 2008–2012 között alelnöke.

## Életpályája
1986-ban végzett a Kolozsvári Agrártudományi Egyetemen, ezt követően 1990-ig állatorvosként dolgozott Baróton. Politikai pályáját 1990-ben kezdte. Két alkalommal volt szülővárosa, Barót polgármestere(1990–1992, 1996–1998); vezette az RMDSZ Önkormányzatokért és Területi Szervezetekért felelős Főosztályát. Helyettes kormányfőtitkárként (1998–2000) beletanult a „nagypolitikába”. Nyolc éven át vezette Kovászna megye Tanácsát.
Tagja az Európai Parlament Kongresszusának, négy évig tagja volt a Régiók Bizottságának, Kovászna megyét képviseli az Európai Régiók Gyűlésében, bürójának  tagja. Közigazgatási és külkapcsolati mesteri fokozattal rendelkezik.
2007-ben kezdeményezésére szervezték meg a Háromszéki Magyarok Világtalálkozóját. 1988-ban alapítója volt a Kájoni Consort régizene együttesnek, 1990-ben pedig a Gaál Mózes Közművelődési Egyesületnek. 1994-ben megszervezte a Barót 770 rendezvényt.

## Írása
- Demeter János–Klárik László Attila: Quo vadis Terra Siculorum? Gondolatok a székelyföldi jövőképről, Magyar Kisebbség, 8. évf. (2003.) 2-3. sz. Online hozzáférés

## Díjak, elismerések
- Kovászna megye kultúrájáért díj, 1992, 1996.
- GMKE • Erdővidék kultúrájáért díj, 2015[1]

## Egyesületi tagság
- Gaál Mózes Közművelődési Egyesület
- Sikló Egyesület
- Georgius Egyesület (alelnök)
- Alutus Régió Egyesület (elnök)